# Orchestina codalmasi
Orchestina codalmasi là một loài nhện trong họ Oonopidae.
Loài này thuộc chi Orchestina. Orchestina codalmasi được miêu tả năm 2008 bởi Wunderlich.

## Voorkomen
Loài này được phát hiện ở Maleisië.